# Canistrum montanum
Espèce
Canistrum montanum est une espèce de plantes tropicales de la famille des Bromeliaceae, endémique du Brésil et décrite en 1997.

## Distribution
L'espèce est endémique de l'État de Bahia au Brésil.

## Description
L'espèce est épiphyte.